# Путешествия Тафа
«Путешествия Тафа» (англ. Tuf Voyaging) — сборник рассказов Джорджа Мартина о вольном торговце, а впоследствии — экоинженере, Тафе. Сборник, изданный в 1986 году, состоит из семи рассказов и повестей, написанных в 1976—1985 годах, а также пролога (1986). Сюжет каждого из рассказов (кроме «Чумной звезды», которая является завязкой для сюжета) рассказывает о приключениях Тафа на различных планетах, где он борется с экологическими катастрофами или выполняет иные функции, требующие его познаний в экоинженерии.
«Путешествия Тафа» состоят из 7 повестей и рассказов:
- Чумная звезда (Звезда Смерти, The Plague Star, 1985)
- Хлеба и Рыбы (Loaves and Fishes, 1985)
- Хранители (Guardians, 1981)
- Повторная помощь (Возвращение на С’Атлэм, Second Helpings, 1985)
- Зверь для Норна (A Beast for Norn, 1976)
- Зовите его Моисеем (Зовите его Моисей, Call Him Moses, 1978)
- Манна небесная (Manna from Heaven, 1985)

## Сюжет рассказов

### Чумная Звезда
Таф — капитан и владелец небольшого торгового судна, который должен доставить экспедицию к «Чумной Звезде». «Звезда» почти полностью уничтожает население близлежащей планеты раз в три поколения. Учёные уверены, что «Звезда» на самом деле — это корабль-сеятель «Ковчег» с Древней Земли, предназначенный для ведения биологических войн. Участники проекта хотят завладеть кораблём и продать его на чёрном рынке. Но корабль обстреливает судно Тафа.
Тафу всё же удаётся посадить своё судёнышко внутри «Ковчега». Корабль-сеятель опустел более 1000 лет назад. Но до сих пор выполняет программу заражения вражеской планеты, на которой некогда жила враждебная землянам раса инопланетян. В команде происходит раскол: все хотят присвоить «Ковчег» себе. Каждый из шести членов экспедиции путешествует по заражённому кораблю.
Люди один за другим погибают от различных бедствий, пока не остаются только Таф и Рика Даунстар. Рика проникла на командный мостик и запустила программу клонирования хищных тварей. Она присваивает Тафу статус «вторженец», а себе — «член экипажа». Теперь все хищники во главе с Рикой охотятся на Тафа. Теперь Тафу, чтобы выжить, придётся проявить чудеса наблюдательности, смекалки и здравого смысла.

### Хлеба и рыбы
Таф прибывает на «Ковчеге» для ремонта на космическую станцию «Паучье Гнездо», где работают одни из самых профессиональных инженеров в галактике. Корабль, рассчитанный на персонал в 200 человек, провисел в космосе более десяти веков и получил множество повреждений. Оборудование «Ковчега» может помочь победить голод на планете, население которой уже насчитывает около 37 миллиардов человек. Поэтому руководство станции пускается во все тяжкие, чтобы заполучить корабль. Таф отвергает все предложения о продаже «Ковчега». Тогда у него крадут любимицу — кошку Панику. Тафу предлагают вернуть кошку и снабдить его торговым судном в обмен на «Ковчег», но Таф отказывается. Он выдвигает свои требования: он отсрочит голод на планете, а взамен его судно отремонтируют в рассрочку (денег у Тафа не было). Договор заключён, и Таф создаёт новые культуры, которые отодвинули катастрофу на 90 лет. Но правительство все равно решает изъять у него корабль. Начальница порта решает пойти поперёк распоряжений руководства и даёт Тафу спастись, предварительно вернув ему кошку. Таф подвергается обстрелу систем планетарной обороны, но древний корабль играючи блокирует все снаряды защитным экраном. Таф улетает, но по условиям сделки обязан вернуться через 5 лет, чтобы внести первый платёж по кредиту. Заработать он решает путём спасения планет от экологических кризисов.

### Хранители
Таф прибывает на планету, большую часть которой занимает море. Население планеты занимается рыболовным промыслом. Особенно ценится деликатесные «иловые шапочки». Но рыбаки страдают от нападений огромных кракенов. Все попытки победить их на море ни к чему не приводят. Тогда в ход идёт авиация. Первые успехи воздушного флота вызывает новый вид чудовищ, которые подобно воздушным шарам прячутся в облаках, нападая на глайдеры. Чудовища быстро размножаются и начинают экспансию на сушу. Таф соглашается помочь и начинает работу с одной из Хранительниц (офицеров вооружённых сил) на борту. Спустя 40 дней исследований и сотни тысяч погибших Хранительница получает приказ принудить Тафа к действиям. Сначала она угрожает ему смертью, но тот напоминает, что является единственным человеком, который умеет пользоваться «Ковчегом». Таф не скрывает, что это не так уж и трудно, но пока их учёные разберутся в устройстве машины, чудовища уничтожат их планету. Тогда Хранительница заявляет, что будет убивать кошек, и Таф сдаётся. В океан сбрасываются акулы, хищные спруты и десятки других видов животных, воспроизведённых на ковчеге. Сначала кажется, что эта мера помогла, но потом появляются новые чудовища, приспособленные для борьбы с животными Тафа, и ситуация приобретает бедственный характер. Таф предлагает вернуться к своим исследованиям, если планету интересует собственное выживание. Хранительница соглашается, не имея другого выбора.
Спустя ещё некоторое время Таф созывает совет хранителей и приносит на него котёнка и «иловую шапочку». Таф объяснил, что все атаки начались в местах, где существует всего один общий вид — этот деликатес. На компьютерах «Ковчега» он произвёл анализ и пришёл к выводу, что они — телепаты невероятной силы, пробудившие морских чудовищ на свою защиту, заставляя их меняться в зависимости от появление новых противников. Так как «шапочки» не имели органов восприятия, они даже не догадывались, что люди — это разумная раса, и считали корабли, дирижабли и другие средства защиты отдельными хищными видами. Таф вывел специальных котят с усиленными пси-возможностями (в течение всех рассказов Таф рассказывает, что у кошек есть зачатки пси-способностей, то есть в рамках книги это доказанный факт), которые были посредниками в переговорах. В результате мир был достигнут с одним условием: люди прекращают добычу «шапочек», а те отзывают своих чудовищ. Таф требует за свою работу 5 миллионов кредитов. Он объясняет такую сумму тем, что потратил массу биоматериала на создание бесполезных животных. Но руководство отказывается платить. Тогда Таф отправляет на планету документальный фильм. В фильме корабль его класса уничтожает экосистему похожей планеты. Жители планеты, просмотрев фильм, немедленно оплатили Тафу работу.

### Повторная помощь
Хэвиланд Таф на своём экозвездолёте «Ковчег» вновь прибывает на планету Сатлэм, где ремонтировал свой звездолёт в рассказе «Хлеба и рыбы» пять лет назад. Во-первых, для того, чтобы отдать первую половину долга, а во-вторых, чтобы снова предотвратить на Сатлэме экологическую катастрофу. Суть этой катастрофы в том, что руководство Сатлэма не восприняло его предупреждений о необходимости ограничения рождаемости. В итоге, обнадеженные «Тафовым Расцветом» — появлением на продовольственном рынке новых продуктов питания, которые сконструировал для Сатлэма Таф, сатлемцы принялись плодиться с удвоенным пылом. В результате помощь Тафа привела к прямо противоположенному эффекту — продовольственная катастрофа ещё больше приблизилась. Таф настаивает на пресс-конференции. На этой конференции он призывает население Сатлэма одуматься и приступить к ограничению рождаемости. Поскольку это противоречит религии Сатлэма, суть которой можно выразить доктриной «плодитесь и размножайтесь», Тафу приходится бежать на свой звездолёт. От рукоприкладства его спасли охранники, но от многих плевков ему увернуться не удалось.

### Зверь для Норна
Попивая пивко в баре сельскохозяйственной планеты Тембер, Хевиланд Таф знакомится с неким Хирольдом Норном. Тот рассказывает, что прибыл с соседней планеты Лайоника. Лайоника славится тем, что на ней ведут бескомпромиссную многовековую борьбу Двенадцать Великих Домов. Раньше Великие Дома решали вопрос «какой Дом самый великий» силой оружия. Теперь, дабы не убивать друг друга, Дома решают вопрос первенства на арене. На арену выпускаются специально подготовленные для схваток животные. Дом, чьё животное победило, получает все — и славу и деньги.
Норн просит Тафа продать ему одно из животных. Таф протестует против такой интерпретации своего рода деятельности, настаивая, что он эколог. Норна это не интересует, он хочет купить свирепое сильное животное. Таф, проконсультировавшись со своим котёнком Даксом, соглашается, заломив невероятную цену. Норн отчаянно торгуется, но ему приходится уступить. Тогда Таф переводит свой «Ковчег» на орбиту Лайоники. Там он клонирует для Норна кобальтовую кошку, которая на арене убивает одного соперника за другим. Дом Норна торжествуют. Другие Дома, прознав о сделке Норна, один за другим обращаются к Тафу. Тот клонирует ещё более страшных чудовищ. Каждая следующая сделка заключается на все более впечатляющие суммы.
Так продолжается до той поры, пока представители всех Двенадцати Домов не перебывали по очереди у Тафа. Выжав алчные Дома досуха, Таф отправляется восвояси. На Лайонике же, из-за вновь ввезённых животных, разражается экологическая катастрофа. «Что хотели, то и получили» — так прокомментировал Таф ситуацию безутешному Норну, — «я эколог, а не продавец зверей, но вы меня не слушали».

### Зовите его Моисеем
Некий молодой человек Джайм Крин, будучи сильно пьян, запускает в голову Хэвиланда Тафа бутылкой. Он обзывает его преступником. Таф весьма озадачен. Он не помнит за собой на планете К’теддион никаких действий, которые можно охарактеризовать как «преступление». Поэтому он выкупает Крина из тюрьмы, объявляя его своим должником. Сумма долга (залог, компенсация убытков, моральный ущерб) составляют астрономическую сумму 400 стандартов. Молодому человеку предлагается погасить долг, отвечая на вопросы Тафа.
Оказалось, на соседней планете Милосердие расположена религиозная община Святая Альтруистическая Церковь, возглавляемая неким Моисеем. Община и её лидер проповедуют полный отказ от благ цивилизации, обосновывая свой выбор библейской риторикой. Гнев Моисея вызвали высадка на планету переселенцев и основание ими города Надежды. Новые переселенцы не чураются благ цивилизации, обрабатывают сельскохозяйственные угодья роботами и наслаждаются комфортом. Неудивительно, что многие молодые люди из религиозной общины стали сбегать в город. За короткое время община опустела.
Разъярённый Моисей пригрозил жителям города «казнями египетскими». Горожане над ним только посмеялись. Тогда Моисей приступил к действиям. Вся водопроводная вода окрасилась в красный цвет. Тучи мошкары забили механизмы электрогенераторов и те вышли из строя. Стаи лягушек прыгают по улицам города. Саранча пожрала все зерновые запасы горожан.
Город утратил свой комфорт и горожане стали бежать из него. Беглецов хватают люди Моисея и заставляют жить и работать в условиях каменного века, нещадно эксплуатируя. Джайм Крин обвиняет Тафа, что только тот со своим экозвездолетом мог вызвать упомянутые «казни». Поэтому Крин и обозвал Тафа преступником. Таф обращает внимание, что «казни» Моисея строго локальны и направлены только против жителей города. На самом деле Моисей использовал разработки бывшей лаборатории экологической генетики, обнаруженной им неподалёку от общины.
Таф берётся исправить бесчинство, учиненное религиозным фанатиком ради власти. Он решает победить Моисея его же оружием — с помощью религиозной риторики. Он предстаёт перед Моисеем в виде огненного столба и требует: «Отпусти народ Мой!» Но Моисей только фыркает: «Голограмма!» … и проходит сквозь столб. Тогда Таф приступает к более решительным действиям. Заражает речку, из которой члены общины пьют, микроорганизмами, от чего река превращается по виду, консистенции и запаху в нечто, очень напоминающее кровь. Рыба в реке погибает. Из реки выпрыгивают полчища ядовитых зубастых жаб. От жабьего укуса или даже прикосновения к жабе любой человек умирает. Таф, беседуя с Моисеем, показывает ему фильм, что бы он мог сделать, если бы осуществил все до одной «египетские казни», используя средства своего экозвездолета «Ковчег». Моисей понимает, что проиграл и сдаётся. Колонисты возвращаются в брошенный город, восстанавливают городское хозяйство.

### Манна небесная
Хэвиланд Таф ведёт свой экозвездолет «Ковчег» на Сатлэм. Он хочет окончательно рассчитаться за свой долг и передать правительству Сатлэма одиннадцать миллионов стандартов. Однако, на подлёте, его берёт на прицел мощнейшее соединение космического флота Сатлэма. Оказывается, против Сатлэма образовали коалицию планеты Джазбо, Скраймир, Лазурная Троица, Роггандор, Мир Генри и Вандин. Причина образование коалиции — приход к власти на Сатлэме, стоящим на пороге продовольственной катастрофы, экспансионистских сил. Союзники боятся, что Сатлэм захватит эти миры один за другим. Несмотря на то, что Сатлем многократно превосходит каждую из планет по количеству населения и технической мощи, силы примерно уравновесились. Поэтому сторона, захватившая звездолёт Тафа, немедленно оказывается в выигрышном положении. Ведь биозвездолет — это планетарное оружие.
Однако Тафу удаётся сперва заставить стороны заключить перемирие на год, пригрозив воюющим уничтожить их миры один за другим, если они не согласятся. Второе его предложение — демонстрация нового растения — манны, которая неприхотлива и питательна. Это растение, как конструктор, собрана Тафом из генов множества культур с разных планет. Но вместе с отсрочкой голода манна распыляет пыльцу, которая уменьшает деторождаемость. Таким образом, Таф надеется, что продовольственный кризис, вынуждающий Сатлэм вести экспансию, отступит навсегда, а вместе с тем отступит угроза экспансии.

## Персонажи

### Хэвиланд Таф
Внешность
Очень высокий человек, высотой порядка 2.5 метров. К характерным особенностям внешности относится большой выпирающий живот, а также полное отсутствие волосяного покрова на теле. Кожа Тафа очень бледная, а говорит он басом. Одевается соответствующе условиям планеты, на которой сейчас находится. На своём корабле предпочитает носить просторную одежду и кепочку с эмблемой Экоинженера, которой он гордится.
Привычки
Таф — убеждённый вегетарианец, но при этом он изысканный кулинар, который умеет готовить невероятное количество блюд из овощей. Любимые блюда: грибы под соусом и грибное пиво. Страсть Тафа — это его кошки, в первом рассказе у него на корабле жили Грибок и Опустошительница. Грибок впоследствии умер от болезни, но был клонирован и назван Хаосом. Все следующие кошки Тафа получают имена людских пороков, с которыми он сталкивается, например Паника, Недоверие, Сомнение. Примечательно, что единственное мясо, которое он допускает на своём корабле — это кошачий корм. В свободное время Таф играет со своими кошками, а также в компьютерные игры, смотрит художественные фильмы и изучает историю, хотя в разговоре на тему культуры или искусства всегда говорит, что его знания в этих областях ничтожны. Единственное, к чему Таф открыто выражает ненависть — это прикосновения к нему, поэтому Таф никогда не жмёт руки, не обнимается и т. д. Самые трудные моменты для него — это нахождения в забитом транспорте, толпе и т. д. Хобби Тафа — коллекционирование космических кораблей, даже если те не пригодны к полётам.
Манера общения
Покинув родную планету Таф вёл уединённую жизнь торговца в компании одних лишь кошек, поэтому его манера общения с людьми несколько специфична: во время разговора он целиком замирает, двигая лишь лицом, глаза при этом неотрывно смотрят на собеседника. Говорит Таф медленно и лениво, нередко пытается задавать вопрос или отвечать взглядом или жестом. Во время беседы может поговорить с кем-то из своих кошек, регулярно сопровождающих его, или отвернуться, чтобы пошептаться с ними. Таф не терпит, когда его способности ставят под сомнения, не доверяют ему или оскорбляют, о чём он сразу же заявляет, но быстро прощает обидчика. Начиная с рассказа «Хранители», Тафа сопровождает кот-телепат, который сообщает Тафу о намерениях собеседника, правдивости или лжи его слов, а также предупреждает об опасности. С момента его появления автор убирает из сюжета проблемы Тафа, вызванные его наивностью.

### Толли Мьюн
Начальник порта Сатлэма. Действует в рассказах «Хлеба и рыбы», «Повторная помощь» и «Манна небесная». Во время действия третьего сюжета занимает пост Первого Советника — высшая должность в иерархии чиновников Сатлема. Очень высокая по обычным меркам, но гораздо ниже Тафа. Грива седых волос, очень стройная, кожа синяя из-за постоянного приёма противораковых таблеток. Предпочитает невесомость, не любит обувь. Весьма жёсткий человек, однако в отношении Тафа испытывает сентиментальность, что не мешает ей виртуозно торговаться. Два раза спасала Тафа от неминуемой расправы, даже в ущерб своего положения. Полюбила кошек Тафа, хотя сначала испытывала к ним брезгливость, отчуждение и непонимание. Её прозвища: «Ма паучиха», когда все порядке, и «Стальная вдова», если устраивает подчинённым разнос.